# Lance!
Lance! ist eine bedeutende überregionale Sportzeitung in Brasilien. Das Blatt entstand 1997 aus einem journalistischen Projekt unter Federführung von Walter de Mattos Júnior. Die Zeitung wurde nach dem Vorbild der spanischen Sport-Tageszeitung Marca gegründet.
Die im Tabloid-Format herausgegebene komplett farbige Zeitung erschien erstmals am 26. Oktober 1997 und beschäftigt sich hauptsächlich mit dem Fußballgeschehen Brasiliens. Auch die internationale Fußballszene wird behandelt, nicht zuletzt wegen der vielen brasilianischen Fußballer im Ausland. Die Redaktion der Zeitung bringt mit Lancenet! auch eine Online-Ausgabe heraus.
Insgesamt 250 Journalisten arbeiten an der Zeitung, die größeren Redaktionen sitzen in Rio de Janeiro, São Paulo und Belo Horizonte. Weitere Redaktionen gibt es in Brasília, Goiânia, Manaus und Porto Alegre, da auch insgesamt vier Regionalausgaben editiert werden.
Die Lance! gibt an, auch regional mit einer großen Zahl von Zeitungshäusern zusammenzuarbeiten, um zu gewährleisten, dass auch in dünn besiedelten Gebieten das Produkt landesweit angeboten werden kann. Die Montagsausgabe von Lance! soll es auf 160.000 verkaufte Exemplare bringen.